# Ricard Alarcón
Ricard Alarcón Tevar (Terrassa, 1991. augusztus 18. –) spanyol válogatott vízilabdázó, a CN Terrassa játékosa.

## Nemzetközi eredményei
- Mediterrán játékok ezüstérem (Mersin, 2013)
- Világbajnoki 5. hely (Barcelona, 2013)
- Olimpiai 7. hely (Rio de Janeiro, 2016)